# Macrotylus paykullii
Macrotylus paykullii, auch Gefleckte Dicknase genannt, ist eine Wanzenart aus der Familie der Weichwanzen (Miridae).

## Merkmale
Die Wanzen werden 2,8 bis 3,7 Millimeter lang. Die Arten der Gattung Macrotylus sind auffällige Tiere mit grau-grüner Grundfarbe und ziemlich parallelen Seitenrändern. Sie sind anhand ihrer dichten Behaarung mit groben, dunklen Haaren auf den Hemielytren erkennbar und besitzen außerdem eine auffällige Musterung auf den Membranen der Hemielytren. Die Sporne der Schienen (Tibien) sind fein und unauffällig. Macrotylus paykullii ist anhand ihrer geringen Größe und der Färbung des ersten Fühlerglieds bestimmbar, das dunkel und überwiegend schwarz gefärbt ist.

## Vorkommen und Lebensraum
Die Art ist vom Süden Skandinaviens bis in den Mittelmeerraum und Nordafrika sowie östlich über Kleinasien bis in die Kaspische Region verbreitet. In Deutschland ist sie mit Ausnahme von Teilen des Nordwestdeutschen Tieflandes weit verbreitet und häufig. Aus Österreich ist sie nur vereinzelt nachgewiesen, was möglicherweise auf einen unzureichenden Forschungsstand hindeutet. Besiedelt werden überwiegend trockene, warme, offene Lebensräume.

## Lebensweise
Die Wanzen leben an Hauhecheln (Ononis), insbesondere an Dorniger Hauhechel (Ononis spinosa), aber auch Kriechender Hauhechel (Ononis repens). Sie sollen auch an Insekten saugen, die an den Drüsensekreten der Wirtspflanzen kleben bleiben. Die Imagines kann man von Anfang Juni, bis vereinzelt Anfang September beobachten.

## Belege